# Amietina nyassalandica
Amietina nyassalandica är en skalbaggsart som beskrevs av Branco 1989. Amietina nyassalandica ingår i släktet Amietina och familjen bladhorningar. Inga underarter finns listade i Catalogue of Life.